# Zita Hanrot
Cet article possède un paronyme, voir Henrot.
Zita Hanrot, née le 7 décembre 1989 à Marseille, est une actrice française. Elle remporte le César du meilleur espoir féminin en 2016 pour son rôle dans Fatima.

## Biographie

### Famille et formation
Fille du directeur artistique et graphiste français Vincent Hanrot et de l'illustratrice et graphiste anglaise, d'origine jamaïcaine et guyanienne Sharon Tulloch,,. Ses parents se séparent lorsqu'elle a 6 ans. Zita Hanrot déclare avoir été particulièrement marquée par le spectacle Les Éphémères d'Ariane Mnouchkine, qui décidera de sa vocation,. 
Elle a une fille néé de son union avec l'acteur Ambroise Sabbagh. 
Son frère aîné, Idrissa Hanrot, est également acteur. 
Elle étudie l'histoire de l'art pour rassurer ses parents et joue dans une troupe de théâtre amateur avant d'intégrer à Paris, en 2009, l'École du Jeu et, en 2011, le Conservatoire national supérieur d'art dramatique avec Daniel Mesguich et Gérard Desarthe, dont elle sort diplômée en 2014. Elle déclare s'inspirer de Béatrice Dalle, qu'elle découvre dans 37°2 le matin de Jean-Jacques Beineix.

### Carrière
En 2012, Zita Hanrot est remarquée dans le film Radiostars, avec Manu Payet et Clovis Cornillac.
En 2014, elle joue une serveuse de restaurant dans le film Une nouvelle amie avec Romain Duris. Elle est aux côtés de Fred Testot dans le film Rose et le soldat, qui se situe dans une Martinique sujette au blocus britannique de 1942. Elle y joue Rose, une jeune institutrice privée de son emploi par les lois vichystes, qui est partagée entre ses convictions politiques et son amour naissant pour un soldat français. Toujours en 2014, elle incarne Anaïs dans le film Eden de Mia Hansen-Løve.
En 2015, elle joue le rôle de Nesrine dans Fatima de Philippe Faucon, pour lequel elle remporte le César du meilleur espoir féminin le 26 février 2016 avant que le film ne remporte le César du meilleur film. Dans ce film, elle interprète le rôle d'une étudiante en médecine, fille d'une immigrée maghrébine maîtrisant mal le français, qui lutte contre le déterminisme social : « Le travail avec Philippe Faucon est compliqué car il demande d'enlever tout ce qui est fabriqué. En tant qu'acteur, on a des réflexes, mais lui demande d'épurer le jeu. Pour moi, sur le tournage, cela nécessitait beaucoup de prises ».
En 2016, elle tourne De sas en sas, un drame réalisé par Rachida Brakni sur les femmes qui rendent visite à un parent au parloir de la maison d'arrêt de Fleury-Mérogis, et travaille sur l'écriture d'un court métrage.
En 2018, elle tient le rôle principal dans la série Plan cœur, produite par Netflix.
En 2019, elle joue le rôle de Samia, une CPE qui arrive dans un collège de banlieue dans le film La Vie scolaire.

### Engagement
Avec les actrices Suzy Bemba, Ariane Labed et Daphné Patakia, elle co-fonde l'Association des Acteurices (ADA) visant à « protéger le métier d'acteur, actrice, comédien et comédienne ; défendre et améliorer les conditions artistiques, techniques, déontologiques et défendre l'intégrité physique et morale dans lesquelles il/elles exercent leurs compétences. » L'association se réclame des travaux d'Iris Brey sur les représentations à l'écran et promeut notamment le recours aux coordinateurs d'intimité sur les tournages,.

## Filmographie

### Actrice

#### Cinéma

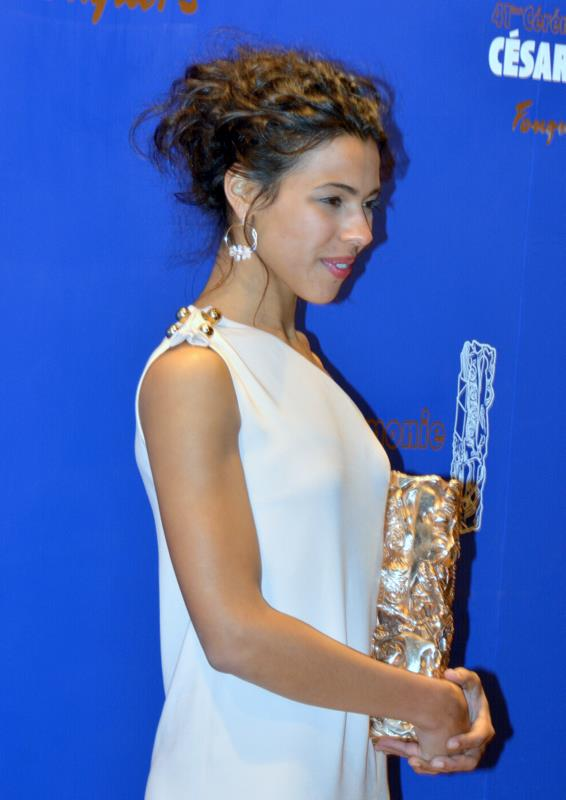
Zita Hanrot avec sa récompense lors de la cérémonie des César de 2016.

##### Années 2010
- 2012 : Radiostars de Romain Levy : Jennifer
- 2013 : Une nouvelle amie de François Ozon : une serveuse
- 2014 : Eden de Mia Hansen-Løve : Anaïs
- 2015 : Fatima de Philippe Faucon : Nesrine
- 2016 : Le Gang des Antillais de Jean-Claude Barny : Linda
- 2016 : Après Suzanne (court métrage) de Félix Moati : Laura
- 2017 : De sas en sas de Rachida Brakni : Nora
- 2017 : K.O. de Fabrice Gobert : Dina
- 2018 : La fête est finie de Marie Garel Weiss : Sihem
- 2018 : Carnivores de Jérémie Renier et Yannick Renier : Samia Barni
- 2018 : Paul Sanchez est revenu ! de Patricia Mazuy : Marion
- 2018 : L'Ordre des médecins de David Roux : Agathe
- 2019 : Les Hirondelles de Kaboul de Zabou Breitman : Zunaira
- 2019 : La Vie scolaire de Grand Corps Malade et Mehdi Idir : Samia

##### Années 2020
- 2020 : Rouge de Farid Bentoumi : Nour
- 2022 : Annie colère de Blandine Lenoir : Hélène
- 2023 : À mon seul désir de Lucie Borleteau : Mia
- 2023 : L'Homme debout de Florence Vignon : Clémence Alpharo
- 2023 : Lee Miller d'Ellen Kuras : Adrienne Fidelin
- 2024 : La Ballade de Suzanne Césaire de Madeleine Hunt-Ehrlich : Suzanne Césaire
- 2025 : Ad vitam de Rodolphe Lauga : Manon
- 2025 : Aux jours qui viennent de Nathalie Najem : Laura

#### Télévision

##### Séries télévisées
- 2004 : Le Tuteur : Malika
- 2015 : Chefs : Nadia (2 épisodes)
- 2015 : T.A.N.K. : Zoé (10 épisodes)
- 2018–2022 : Plan cœur (Netflix) : Elsa (rôle principal, 21 épisodes)
- 2021 : Love, Death & Robots : Hirald (saison 2, épisode 4 : Snow et le désert ; capture de mouvement et doublage)
- 2024 : La Maison : Paloma Castel

##### Téléfilms
- 2012 : Chez Victoire : Iris
- 2014 : Rose et le soldat : Rose

#### Clip
- 2006 : Derniers baisers de Laurent Voulzy

### Doublage
- 2025 : Elio : la major Olga Solis[13],[n 1]

### Réalisatrice
- 2019 : La Maman des poissons, court métrage co-écrit avec Ambroise Sabbagh[14],[1]

## Podcast
- Silencio de Nathalie Bernas[15],[16]
- Projet Orloff (saison 2)[17] de Tanguy Blum, Christian Brugerolle et Antoine Piombino : Jeanne Evans

## Distinctions
- César 2016 : César du meilleur espoir féminin pour Fatima de Philippe Faucon
- Festival international du film de Saint-Jean-de-Luz 2017 : Chistera de la meilleure interprétation féminine pour La fête est finie (ex æquo avec Clémence Boisnard)
- Festival du film de Sarlat 2017 : Prix d'interprétation féminine pour La fête est finie (ex æquo avec Clémence Boisnard)